# Акефали
Акефали (від давньогрецької: ἀκέφαλοι akephaloi, «безголовий», однина ἀκέφαλος akephalos від ἀ- a-, «без», і κεφαλή kephalé, «голова») - термін церковної історі, що застосовувався до суппозитивників домінуючої гілки християнства. Е. Кобхем Брюер у «Словнику фраз і байок» писав, що акефаліти «правильно означає людей без голови». Джин Купер у «Словнику християнства » писав, що він характеризує «різні розкольницькі християнські тіла». Серед них були несторіани, які відхилили засудження на Ефеському соборі Константинопольського патріарха Несторія, який скинув Несторія і оголосив його єретиком.

## АкефалиV століття
Тих, хто відмовлявся визнати владу Халкедонського собору, спочатку називали гезитантами; з них розвинувся акефали, і, за словами Бланта, більш рання назва – гедитанти – здається, використовувалася лише короткий час.: 180 
З очевидною метою звести православних і єретиків до єдності, Александрійський Патріарх Петро III і Константинопольський Патріарх Акацій розробили новий символ віри, в якому вони чітко засудили і Несторія, і Євтихія, пресвітера і архімандрита, але в той же час відкидали рішення Халкидонського собору. Ця неоднозначна формула, хоча й була схвалена візантійським імператором Зеноном і нав’язана в його Генотиконі, могла задовольнити лише байдужих.
Цей термін застосовувався до фракції євтихійців у V столітті, яка відокремилася від Петра, міафізита, у 482 році, після того, як Петро підписав Генотикон і був визнаний Зеноном законним патріархом Александрії, завдяки чому вони були «позбавлені їхньої голови». Вони залишилися «без короля і єпископа», поки вони не були примирені з коптським православним Папою Марком II Александрійським (799–819).  Осуд Євтихія роздратував жорстких монофізитів; двозначне ставлення до Халкидонського собору видалося їм недостатнім, і багато з них, особливо ченці, покинули Петра, вважаючи за краще залишитися без голови, аніж залишатися з ним у спілкуванні. Пізніше вони приєдналися до прихильників нехалкидонського патріарха Севера Антіохійського. За даними Оксфордського словника англійської мови, вони були «групою крайніх монофізитів» і «були поглинені якобітами».
Ліберат Карфагенський у Breviarium causae Nestorianorum et Eutychianorum писав, що акефали, це ті, хто на Ефеському соборі, хто не слідував ні за Патріархом Александрійським Кирилом I, ні за Патріархом Антіохійським Іваном I.
Ісаяніти були однією з сект, в яку входили александрійські акефали відокремився наприкінці V ст. Вони були послідовниками Ісаї, диякона Палестини, який стверджував, що був посвячений на єпископську посаду єпископом Євсевієм. Його опоненти стверджували, що після смерті єпископа деякі з його друзів поклали його руки на голову Ісаї.: 148 
Павлікани були сектою акефалів яка пішла за халкідонським патріархом Александрійським Павлом, який був скинутий синодом у Газі в 541 р. за його неканонічне посвячення Константинопольським патріархом, і який після його зміщення став на бік міафізитів.: 415 
Варсани, пізніше названі семідалітами, були сектою акефалів наприкінці V ст. Вони не мали черговості священиків і стверджували, що продовжують відправляти справжню Євхаристію, поміщаючи кілька крихт освяченого Діоскором хліба в посудину з їжею, а потім використавши як повністю освячений хліб, випечений з цього.: 551 
Варсануфіти відокремилися від акефалів наприкінці VI століття і розробили власну єпископську ієрархію.

## Іншіакефали
За словами Брюера, акефали мали певних єпископів, звільнених від юрисдикції та опіки свого патріарха. Купер пояснює, що вони «священики, які відкидають єпископську владу, чи єпископи – владу своїх митрополитів». Блант описав кліриків акефалів як тих священнослужителів, які були висвячені з бенефіцієм синекури і які зазвичай отримували свої посади, сплачуючи за них, тобто через симонію. Павійський собор у 853 році законодавчо встановив проти них свої канони 18 і 23, з яких, за словами Бланта, випливає, що вони були переважно капеланами вельмож, що вони викликали багато скандалів у Церкві і що вони поширювали багато помилок.: 109 
У середні віки цей термін позначав кліриків-вагантів, духовенство без титулу чи бенефісу
За словами Брюера, акефали також були сектою левеллерів під час правління Генріха I Англії, які не визнавали жодного лідера. Згідно з Оксфордським словником англійської мови онлайн, вони були «групою вільних власників, які не мають феодального зверхника, крім короля». Зараз таке використання вважається застарілим.

## Подальше читання
- Chapman, John (1909). "Eutychianism". In Herbermann, Charles (ed.). Catholic Encyclopedia. Vol. 5. New York: Robert Appleton Company.